# IPad Air 2
iPad Air 2 je šestá generace tabletu iPad od Americké firmy Apple. Byl představen 16. října 2014. V České republice a na Slovensku se začal prodávat 24. října 2014.

## Design
Designem se velmi podobá svému předchůdci - iPadu Air. Apple také sdělil, že se jedná o nejtenčí tablet na světě. Jeho tloušťka je pouze 6,1 mm, což je polovina prvního iPadu.

## Novinky
Přibyl Touch ID, který je u iPhonu 5S, 6 a 6 plus. Díky němu můžete nakupovat, odemykat tablet dotykem prstu.

## Barvy
Začne se prodávat ve třech nových variantách: stříbrná, černá a nově zlatá.